# سوناکشی سینها
سوناکشی سینها (به انگلیسی: Sonakshi Sinha) (زاده ۲ ژوئن ۱۹۸۷) بازیگر، خواننده و مدلینگ هندی است.همچنین او فرزند بازیگر پیشکسوت شاتورگان سینها میباشد.
از جمله فیلم‌هایی که او در آن بازی کرده‌است می‌توان به بازی در پسر سردار، آکیرا، تعطیلات، راجکومار، نترس و عملیات مریخ اشاره کرد. سوناکشی سینها از یک خانواده هنری بوده و فعالیت خود را در سینما به عنوان یک طراح صحنه و لباس آغاز نمود و اولین نقش بازیگریش را سال ۲۰۱۰ در یک فیلم دراماتیک با نقش همسر سلمان خان اجرا کرد که با بازی در این فیلم توانست جایزه فلیم فیر سینمای هند را کسب نماید. او در زمینه های هنری دگر همچون خوانندگی و نقاشی نیز فعالیت می کند.

## فیلم‌شناسی
فهرست برخی از فیلم‌هایی که سوناکشی سینها در آن‌ها به ایفای نقش پرداخته است:
- پسر سردار
- آکیرا
- بزن بهادر
- نترس
- نترس ۲
- تعطیلات
- منو عصبانی نکن
- روزی روزگاری در بمبئی دوباره!
- بذله‌گو
- اجبار ۲
- گلوله راجا
- به نیویورک خوش آمدید
- راجکومار
- خشم
- سارق
- لینگا
- اتفاق
- هپی دوباره خواهد گریخت
- عملیات مریخ
- رسوایی
- شفاخانه خانوادگی
- کاپیتان سرخ
- نترس ۳
- رئیس-حضور کوتاه
- همه چی روبه راهه-حضور کوتاه
- بوژ غرور هندی
- دو ایکس‌لارج
- نور
- استاد بزرگ استاد کوچک
- کاکودا